# 逹門
逹門（달문 단군）是丘乙檀君的长子和檀君朝鲜的第六代君王(公元前2183年 - 公元前2047年). 